# Società Navigazione Alta Velocità
Die Società Navigazione Alta Velocità (kurz: SNAV) ist eine italienische Fährreederei mit Sitz in Neapel. Sie ist im Besitz der schweizerisch-italienischen Reederei Mediterranean Shipping Company (MSC).
Sie bedient zurzeit vor allem Ziele im Mittelmeerraum ab und nach Italien.

## Von SNAV eingesetzte Schiffe (Auswahl)
| Bauname     | Bauwerft/ Baunummer                                        | IMO- Nummer | Ablieferung    | Auftraggeber                                 | Umbenennungen und Verbleib                                                                                |
| ----------- | ---------------------------------------------------------- | ----------- | -------------- | -------------------------------------------- | --- |
| Gotland     | Öresundsvarvet, Landskrona 279                             | 7826790     | 1981           | Reederei AB Gotland                          | 1981 Wasa Star, 1984 Peter Wessel, 2008 SNAV Toscana, 2017 GNV Azzurra                                    |
| Superjumbo  | Rodriquez Cantiere Navale, Messina 192                     | 7918165     | 1981           | Aliscafi SNAV, Messina                       | so in Fahrt                                                                                               |
| Alnilam     | Rodriquez Cantiere Navale, Messina 227                     | 8324971     | 16. Juni 1986  | Caremar, Neapel                              | 2015 zur SNAV als SNAV Shaula, 2022 Shaula                                                                |
| Vindile     | Westamarin, Mandal 95 Oskarshamns Nya Varv, Oskarshamn 510 | 8708402     | 1988           | Nordström & Thulin, Visby                    | 1990 Pilen 3, 2001 zur SNAV als SNAV Andromeda                                                            |
| Condor 8    | Fairey Marinteknik Shipbuilders, Singapur 115              | 8807492     | 1988           | Condor, Weymouth Enterprise Marine, Weymouth | 1997 Waterways 1, 2000 zur SNAV als SNAV Aries                                                            |
| Sirius      | Oskarshamns Varv, Oskarshamn 525                           | 8911865     | 1990           | -                                            | 1996 SNAV Altair                                                                                          |
| Irbis       | Oskarshamns Nya Varv, Oskarshamn 105                       | 8911853     | 1990           | -                                            | 1996 SNAV Antares                                                                                         |
| Orca Spirit | Kværner-Fjellstrand, Omastrand 1610                        | 9048718     | 1990           | -                                            | Viking Express II, 1996 SNAV Aldebaran, 2016 verschrottet                                                 |
| Springaren  | Kværner-Fjellstrand, Omastrand 1608                        | 9008809     | 1991           | Dampskibsselskabet Øresund, Kopenhagen       | 2001 zur SNAV als SNAV Aquarius, 2024 Aquabus Aquarius                                                    |
| Alcione     | Kværner-Fjellstrand, Omastrand 1605                        | 9038957     | 1991           | -                                            | Alcione Primo, 1997 SNAV Alcione                                                                          |
| Søløven II  | Kværner-Fjellstrand, Omastrand 1613                        | 9059171     | 1993           | Dampskibsselskabet Øresund, Kopenhagen       | 1993 Sæelen, 2002 zur SNAV als SNAV Aquila, 2009 verkauft Benchi Express, 2011 zur SNAV, 2012 SNAV Aquila |
| SNAV Orion  | Marinteknik Shipbuilders, Singapur 188                     | 9305922     | 13. April 2005 | SNAV, Neapel                                 | so in Fahrt                                                                                               |